# Abellio GmbH
Abellio GmbH (afgekort: ABR) is een Duits openbaarvervoerbedrijf dat in verschillende delen van Duitsland treinvervoer aanbiedt. Het is een dochteronderneming van BeNEX sinds 15 oktober 2024, en daarvoor van Abellio Transport Holding B.V. uit Utrecht.

## Geschiedenis
De onderneming is ontstaan als dochteronderneming van de Essener Versorgungs- und Verkehrsgesellschaft mbH (EVV) waartoe ook de Essener Verkehrsaktiengesellschaft (EVAG) behoort. De voorganger was de in 2001 opgerichte EVAG-Betriebsgesellschaft mbH (EVBG), waarin alle werkplaatswerkzaamheden werden ondergebracht. Abellio werd hierna opgericht om te kunnen deelnemen aan openbare aanbestedingen in heel Duitsland. Daardoor is EVAG-Betrieb ook geen onderdeel van Abellio, maar is deze tegenwoordig ondergebracht in de EVV-dochteronderneming meoline GmbH.
In 2005 werd 75,1% van de aandelen in Abellio verkocht aan de Britse investeringsgroep Star Capital Partners Ltd. De overige 24,9% bleef in handen van EVV.
De NedRailways B.V. (nu Abellio), dochteronderneming van Nederlandse Spoorwegen N.V., meldde zich op 7 november 2008 bij het Bundeskartellamt voor de overname van Abellio GmbH. Het Bundeskartellamt willigde op 24 november 2008 het verzoek in. In december 2008 werden alle aandelen (inclusief busvervoer) overgenomen.
In 2006 werden beide onderdelen, Abellio Bus GmbH voor het busverkeer en Abellio Rail GmbH voor het treinverkeer, opgericht om de deelnemingen na de onderverdeling te ordenen. Vanaf 2010 begon Abellio zijn deelnemingen in het busverkeer te verkleinen. In het jaar 2010 nam de familie Mesenhohl de 49% van de aandelen van Abellio in Meobus te Essen over. De overige 51% was al in bezit van de familie.
In april 2011 werden de aandelen van Abellio in OBS Omnibusbetrieb Saalkreis (34%) aan beide overige aandeelhouders Vetter en HAVAG verkocht.
Met ingang van 1 januari 2013 nam de CVAG alle aandelen in ETP Euro Traffic Partner over, waarvan 25% in handen was van Abellio en een deel in handen van twee overige regionale busbedrijven.
In april 2013 maakte Abellio bekend dat Abellio zich alleen wilde richten op treinvervoer. Het bedrijf zocht voor de drie overige busbedrijven KVG, VM en Werner een koper. Op 1 november 2013 had de Zwitserse investeerder Transport Capital de busbedrijven VM en Werner overgenomen. Het overgebleven KVG werd in oktober 2014 verkocht aan Rhenus Veniro.
Abellio Rail GmbH werd midden juni 2014 met Abellio GmbH versmolten.
Abellio Rail Südwest GmbH ontstond eind augustus 2014 uit de op 2 mei 2003 in Frankfurt opgerichte Nedbahnen Deutschland GmbH, die sinds medio 2010 in Essen is gevestigd. Op 22 april 2015 verhuisde het bedrijf naar Berlijn, won de aanbesteding van kavel 1 van de concessie Stuttgarter Netze. Op 26 september 2016 verhuisde het bedrijf naar Stuttgart en werd het hernoemd naar Abellio Rail Baden-Württemberg GmbH.
Op 12 juli 2017 werd aangekondigd dat het bedrijf Westfalenbahn GmbH volledig door Abellio GmbH was overgenomen, aangezien de gemeentelijke ondernemingen anders de verplichting zouden hebben om openbare vervoersdiensten te verrichten.

## Concernstructuur
Abellio GmbH is de Duitse dochtermaatschappij van Abellio Transport Holding B.V. te Utrecht, welke weer een dochter is van de NS Groep N.V.. Abellio GmbH bestaat uit twee onderdelen, een vervoerstak (Abellio Rail) en een onderhoudstak (Abellio Service). De vervoerstak bestaat uit drie regionale organisaties en één vervoerder waarvan Abellio alle aandelen van heeft:
- Abellio Rail NRW GmbH, gevestigd te Hagen;
- Abellio Rail Mitteldeutschland GmbH, gevestigd te Halle (Saale);
- Abellio Rail Baden-Württemberg GmbH, gevestigd te Stuttgart;
- Westfalenbahn GmbH, gevestigd te Bielefeld.

De onderhoudstak bestaat uit één bedrijf, namelijk Public Transport Service GmbH (PTS), gevestigd te Essen.